# Alaa Ghram
Alaa Ghram (arabe : علاء غرام), né le 24 juillet 2001 à Sfax, est un footballeur international tunisien qui joue en tant que défenseur central au Chakhtar Donetsk.

## Biographie

### En club
Le 1er juillet 2024, il est transféré au Chakhtar Donetsk pour cinq saisons.

### En équipe nationale
Ghram est appelé pour la première fois en équipe nationale tunisienne lors de la coupe Kirin 2022 au Japon mais ne participe à aucun match. Il fait ses débuts avec la Tunisie en tant que remplaçant tardif lors d'une victoire (1-0) durant les éliminatoires de la CAN 2023 contre la Libye le 28 mars 2023 à Benghazi. En décembre 2023, il est retenu dans la liste des 27 joueurs tunisiens sélectionnés par Jalel Kadri pour disputer la coupe d'Afrique des nations 2023.

## Palmarès

### En clubs
- Coupe de Tunisie (3) :
  - Vainqueur : 2019, 2021, 2022
- Coupe d'Ukraine (1) :
  - Vainqueur : 2025

### En sélection
- Coupe Kirin (1) :
  - Vainqueur : 2022